# Apocalisse di Abramo

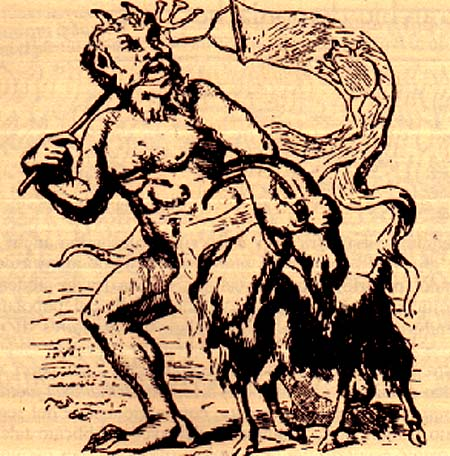
Ritratto del demone Azazel

L'Apocalisse di Abramo è un apocrifo dell'Antico Testamento, pseudoepigrafo di Abramo (70-150 d.C.). Scritto su un prototesto semitico perduto, ci è pervenuto solo in una versione paleoslava. Appartiene al genere apocalittico.
Nella prima parte (circa 1/3) è descritta la conversione di Abramo dal politeismo al monoteismo. Nella seconda parte propriamente apocalittica Abramo è testimone della consegna al demone Azazel degli inferi e della purificazione del tempio di Gerusalemme dai culti idolatrici.
È di origine giudaica con alcune interpolazioni cristiane successive.